# Stor-Dammtjärnen, Ångermanland
Stor-Dammtjärnen är en sjö i Örnsköldsviks kommun i Ångermanland och ingår i Lögdeälvens huvudavrinningsområde.